# Нове Арцишево
Нове Арцишево (пол. Nowe Arciszewo) — село в Польщі, у гміні Мала Весь Плоцького повіту Мазовецького воєводства.
Населення — 60 осіб (2011).
У 1975-1998 роках село належало до Плоцького воєводства.

## Демографія
Демографічна структура станом на 31 березня 2011 року:
|          | Загалом | Допрацездатний вік | Працездатний вік | Постпрацездатний вік |
| -------- | ------- | ------------------ | ---------------- | -------------------- |
| Чоловіки | 34      | 10                 | 21               | 3                    |
| Жінки    | 26      | 7                  | 12               | 7                    |
| Разом    | 60      | 17                 | 33               | 10                   |